# Hilde Schewior
Hilde Schewior (* 30. August 1896; † 6. Februar 1955 in Krefeld) war eine deutsche Tänzerin, Choreografin, Schauspielerin und Souffleuse.

## Leben
Schewior wurde nach Anfängen am Stadttheater in Bochum und in Duisburg in den 1920er Jahren am Düsseldorfer Schauspielhaus als Schauspielerin und Tänzerin bekannt. Als Schauspielerin von Rang trat sie etwa in Rudolf Borchardts Die geliebte Kleinigkeit (1919) auf, ein Stück, das 1925 unter der Regie von Ludwig Strauss am Düsseldorfer Schauspielhaus uraufgeführt wurde. In Düsseldorf unterrichtete sie Tanz und Rhythmische Gymnastik an der „Hochschule für Bühnenkunst“, der privaten Theaterakademie von Luise Dumont und Gustav Lindemann. Auch gehörte sie dort zu einer avantgardistischen Künstlerszene um die Maler Gert Heinrich Wollheim und Arthur Kaufmann. Letzterer nahm sie 1924/1925 im Kostüm der Jeanne d’Arc in sein Gruppen- und Freundschaftsbild Zeitgenossen auf.
Ihre pantomimischen tänzerischen Darbietungen, die einer Grauzone zwischen Tanz und Schauspielkunst angehören und zum modernen Solo- und Ausdruckstanz der 1920er Jahre zählen, wie etwa auch zeitgenössische Fotos von Nini und Carry Hess zeigen, stießen seinerzeit durchaus auf ein geteiltes Echo. Während die Kritiker Alfred Jürgens und Luigia Gagliard ihre Tanzsoli, die sie auf Einladung der Vereinigung für junge Kunst im Februar 1925 im Oldenburgischen Staatstheater bei einem Gastspiel auf die Bühne brachte, lobten, schrieb der Kritiker und Tanzhistoriker John Schikowski 1926:

„Hilde Schewior, die man als ‚stumme Schauspielerin‘ feiert, hat sich im Laufe der Jahre eine treue Gemeinde geworben. Sie ist sicher eine kluge und geistvolle Künstlerin, der aber zum Tanz nicht nur die elementarste technische Schulung, sondern vor allem auch das rhythmische Körpergefühl mangelt. Sie gibt meist klug ersonnene Mosaiken von kleinen Momentbildern aus dem Leben. Manche ihrer Stellungen und Bewegungsfolgen mögen die Phantasie bildender Künstler anregen. Auch verdienen ihre mimische Verwandlungsfähigkeit und die sehr ausdrucksvollen Masken und Kostüme Anerkennung. Sympathisch wirkt, wenigsten in den seriösen Nummern ihres Programms, der Ernst der künstlerischen Gestaltung und eine zurückhaltende Bescheidenheit, die die vorhandenen spärlichen Mittel nicht überhitzt. Mit eigentlicher Tanzkunst aber haben die Darbietungen der Schewior im Grunde nichts zu tun.“

Ab Mitte der 1920er Jahre wurde sie für Stummfilmrollen engagiert. Ihr Filmdebüt hatte sie in Gerhard Lamprechts Sozialdrama Menschen untereinander (1926). In dem Streifen Unter der Laterne (1928) trat sie als „Frieda“ auf, in Der Mann mit dem Laubfrosch (1929) als „Zimmermädchen“, in Geschminkte Jugend (1929) als „Mädchen bei Hillers“. 
Als Schauspielerin und Assistentin des Regisseurs und Theaterleiters Otto Falckenberg an den Münchner Kammerspielen entwarf sie in den 1930er und 1940er Jahren Kostüme und choreografierte Tänze, so etwa 1941 für Falckenbergs Inszenierung der Hochzeit des Figaro in Salzburg. Auch als Regisseurin setzte er sie ein.
Zu ihrer tänzerischen Darstellung des Orest, einer Pantomime in drei Akten und einem Vorspiel, lieferte Alfred von Beckerath 1940 die Musik.